# Dymnik (wzgórze)
Dymnik – wzgórze na terenie wsi Podzamcze w województwie śląskim, w powiecie zawierciańskim, w gminie Ogrodzieniec. Znajduje się na Wyżynie Ryczowskiej, będącej częścią Wyżynie Częstochowskiej wchodzącej w skład Wyżyny Krakowsko-Częstochowskiej. 
Dymnik znajduje się w paśmie wzniesień po południowo-zachodniej stronie Góry Janowskiego będącej najwyższym wzniesieniem Wyżyny Krakowsko-Częstochowskiej. Zabudowania wsi Podzamcze znajdują się po północnej stronie Dymnika, który otoczony jest łąkami tej miejscowości. Jego szczytowe partie i bardziej strome zbocza porasta las. 